# 蔡勒恩
蔡勒恩是奥地利下奥地利州阿姆施泰滕县的一个市镇。总面积21.47平方公里，总人口1722人，人口密度80.2人/平方公里（2005年）。